# Divisão Especial 2021 (maschile)
La Divisão Especial 2021, 49ª edizione della massima serie del campionato Paulista di pallavolo maschile, si è svolta dal 20 agosto al 18 ottobre 2021: al torneo hanno partecipato otto squadre di club brasiliane proveniente dallo stato di San Paolo e la vittoria finale è andata per l'ottava volta, la seconda consecutiva, al BVC.

## Regolamento

### Formula
Le squadre hanno disputato un girone all'italiana senza un calendario rigido, per un totale di sette giornate; al termine della regular season:
- Le prime quattro classificate hanno avuto accesso ai play-off, strutturati in semifinali e finale, giocando in gare di andata e ritorno ed eventuale golden set nel caso in cui nessuna squadra riesca a vincere entrambi i confronti, con incroci basati sul piazzamento in stagione regolare.

### Criteri di classifica
Se il risultato finale è stato di 3-0 o 3-1 sono stati assegnati 3 punti alla squadra vincente e 0 a quella sconfitta, se il risultato finale è stato di 3-2 sono stati assegnati 2 punti alla squadra vincente e 1 a quella sconfitta.
L'ordine del posizionamento in classifica è stato definito in base a:
- Punti;
- Numero di partite vinte;
- Ratio dei set vinti/persi;
- Ratio dei punti realizzati/subiti.

## Squadre partecipanti
| Club            | Stagione | Città               | Impianto                      | Stagione precedente         |
| --------------- | -------- | ------------------- | ----------------------------- | --------------------------- |
| Amigos do Vôlei | dettagli | São José dos Campos | DCTA                          | 3ª in Divisão Especial      |
| Atibaia         | -        | Atibaia             | Ginásio de Esportes Elefantão | -                           |
| BVC             | dettagli | Campinas            | Ginásio do Taquaral           | Vincitrice Divisão Especial |
| Futuro          | -        | Araçatuba           | Ginásio Plácido Rocha         | -                           |
| Iacanga         | -        | Iacanga             | -                             | -                           |
| Índios Guarus   | dettagli | Guarulhos           | Ginásio Ponte Grande          | 4ª in Divisão Especial      |
| Sesi            | dettagli | San Paolo           | Ginásio do Sesi               | 5ª in Divisão Especial      |
| Suzano          | -        | Suzano              | Arena Suzano                  | -                           |

## Torneo

### Regular season

#### Risultati
| Risultati |                           |     |                                   |
|           |                           |     |                                   |
| 20-08     | Índios Guarus - Futuro    | 3-0 | 25-13, 25-19, 29-27               |
| 20-08     | Sesi - Iacanga            | 3-0 | 25-22, 25-11, 25-15               |
| 25-08     | BVC - Atibaia             | 3-1 | 22-25, 25-19, 25-16, 25-20        |
| 27-08     | Sesi - Atibaia            | 3-1 | 25-19, 22-25, 26-24, 25-21        |
| 27-08     | Iacanga - Índios Guarus   | 0-3 | 12-25, 16-25, 21-25               |
| 27-08     | Futuro - Amigos do Vôlei  | 0-3 | 21-25, 20-25, 19-25               |
| 28-08     | Suzano - BVC              | 3-2 | 25-22, 25-23, 18-25, 18-25, 15-13 |
| 03-09     | Atibaia - Suzano          | 1-3 | 25-23, 17-25, 21-25, 22-25        |
| 03-09     | Índios Guarus - Sesi      | 3-0 | 25-20, 26-24, 25-18               |
| 03-09     | BVC - Futuro              | 3-1 | 25-22, 26-28, 25-17, 25-20        |
| 04-09     | Amigos do Vôlei - Iacanga | 3-1 | 23-25, 25-14, 25-18, 26-24        |
| 10-09     | Sesi - Amigos do Vôlei    | 1-3 | 25-23, 21-25, 18-25 21-25         |
| 10-09     | Iacanga - BVC             | 0-3 | 22-25, 21-25, 16-25               |
| 11-09     | Índios Guarus - Atibaia   | 3-0 | 25-13, 25-14, 25-20               |

| Risultati |                                 |     |                                   |
|           |                                 |     |                                   |
| 11-09     | Futuro - Suzano                 | 1-3 | 17-25, 21-25, 30-28, 23-25        |
| 17-09     | BVC - Sesi                      | 3-1 | 25-13, 25-17, 23-25, 25-20        |
| 17-09     | Amigos do Vôlei - Índios Guarus | 3-1 | 25-23, 23-25, 25-21, 25-20        |
| 17-09     | Suzano - Iacanga                | 3-0 | 25-17, 25-18, 25-14               |
| 22-09     | Amigos do Vôlei - Suzano        | 3-1 | 22-25, 25-15, 25-20, 25-13        |
| 22-09     | Iacanga - Futuro                | 1-3 | 20-25, 25-21, 19-25, 15-25        |
| 24-09     | Sesi - Suzano                   | 3-0 | 28-26, 25-19, 28-26               |
| 24-09     | Índios Guarus - BVC             | 0-3 | 21-25, 25-27, 19-25               |
| 25-09     | Amigos do Vôlei - Atibaia       | 3-0 | 27-25, 25-21, 25-22               |
| 27-09     | Atibaia - Futuro                | 3-2 | 22-25, 25-19, 20-25, 30-28, 15-10 |
| 01-10     | Atibaia - Iacanga               | 3-1 | 25-12, 25-20, 22-25, 25-17        |
| 01-10     | Suzano - Índios Guarus          | 1-3 | 25-27, 22-25, 25-23, 23-25        |
| 01-10     | BVC - Amigos do Vôlei           | 3-1 | 25-19, 22-25, 25-18, 25-20        |
| 01-10     | Futuro - Sesi                   | 0-3 | 28-30, 22-25, 18-25               |

#### Classifica
| Pos. | Squadra         | Pt | G | V | P | SV | SP | Ratio | PF | PS | Ratio |
| ---- | --------------- | -- | - | - | - | -- | -- | ----- | -- | -- | ----- |
| 1.   | BVC             | 19 | 7 | 6 | 1 | 20 | 7  | 2,857 | -  | -  | -     |
| 2.   | Amigos do Vôlei | 18 | 7 | 6 | 1 | 19 | 7  | 2,167 | -  | -  | -     |
| 3.   | Índios Guarus   | 15 | 7 | 5 | 2 | 16 | 7  | 2,286 | -  | -  | -     |
| 4.   | Sesi            | 12 | 7 | 4 | 3 | 14 | 10 | 1,400 | -  | -  | -     |
| 5.   | Suzano          | 11 | 7 | 4 | 3 | 14 | 13 | 1,077 | -  | -  | -     |
| 6.   | Atibaia         | 5  | 7 | 2 | 5 | 9  | 18 | 0,500 | -  | -  | -     |
| 7.   | Futuro          | 4  | 7 | 1 | 6 | 7  | 19 | 0,368 | -  | -  | -     |
| 8.   | Iacanga         | 0  | 7 | 0 | 7 | 3  | 21 | 0,143 | -  | -  | -     |

      Qualificata ai play-off.

### Play-off
|  | Semifinali | Semifinali      | Semifinali | Semifinali | Semifinali |  |  | Finale        | Finale        | Finale | Finale | Finale |  |
|  |            |                 |            |            |            |  |  |               |               |        |        |        |  |
|  | 1          | BVC             | 1          | 325        | 4          |  |  |               |               |        |        |        |  |
|  | 4          | Sesi            | 3          | 114        | 4          |  |  | BVC           | BVC           | 2      | 325    | 5      |  |
|  | 2          | Amigos do Vôlei | 1          | 2          | 3          |  |  | Índios Guarus | Índios Guarus | 3      | 017    | 3      |  |
|  | 3          | Índios Guarus   | 3          | 3          | 6          |  |  |               |               |        |        |        |  |

#### Semifinali
| Gara 1 |                                 |     |                            |
|        |                                 |     |                            |
| 06-10  | Sesi - BVC                      | 3-1 | 29-27, 25-20, 36-38, 25-21 |
| 05-10  | Índios Guarus - Amigos do Vôlei | 3-1 | 25-18, 13-25, 25-21, 25-22 |

| Gara 2 |                                 |     |                                       |
|        |                                 |     |                                       |
| 09-10  | BVC - Sesi                      | 3-1 | 17-25, 25-16, 25-22, 25-21; GS: 25-14 |
| 08-10  | Amigos do Vôlei - Índios Guarus | 2-3 | 25-20, 21-25, 21-25, 25-21, 14-16     |

#### Finale
| Gara 1 |                     |     |                                   |
|        |                     |     |                                   |
| 13-10  | Índios Guarus - BVC | 3-2 | 38-36, 20-25, 20-25, 25-21, 15-10 |

| Gara 2 |                     |     |                                |
|        |                     |     |                                |
| 18-10  | BVC - Índios Guarus | 3-0 | 25-21, 25-19, 25-19; GS: 25-17 |

## Classifica finale
| Pos | Squadra         |
| --- | --------------- |
|     | BVC             |
| 2   | Índios Guarus   |
| 3   | Amigos do Vôlei |
| 4   | Sesi            |
| 5   | Suzano          |
| 6   | Atibaia         |
| 7   | Futuro          |
| 8   | Iacanga         |